# Krisenkommunikation (Öffentlichkeitsarbeit)
Krisenkommunikation oder Krisen-PR (von engl. Public Relations) bezeichnet die Öffentlichkeitsarbeit von prominenten Einzelpersonen, Unternehmen, Behörden und anderen Organisationen im Kontext von Krisenmanagement.

## Begriff Krisenkommunikation
Als Krisen bezeichnet das Krisennavigatorinstitut für Krisenforschung, ein Spin-off der Universität Kiel, alle internen oder externen Ereignisse, durch die akute Gefahren drohen für Lebewesen, für die Umwelt, für die Vermögenswerte oder für die Reputation eines Unternehmens bzw. einer Institution. Krisenkommunikation umfasst danach alle Maßnahmen zur kommunikativen Vermeidung (potenzielle Krisenphase), Früherkennung (latente Krisenphase), Bewältigung (akute Krisenphase) und Nachbereitung (Nach-Krisenphase) von Krisensituationen. Unterschieden werden drei Arten von Krisen: Bilanzielle Krisen ("Pleiten"), kommunikative Krisen ("Skandale") und operative Krisen ("Störungen"). Pro Jahr ereignen sich nach den Erhebungen des Instituts in der D-A-CH-Region rund 40.000 bilanzielle Krisen sowie ca. 280 (öffentlich gewordene) operative und kommunikative Krisen.
Die Forschungsgruppe Krisenkommunikation der TU Ilmenau definiert den Begriff demgegenüber als einen sozialen Aushandlungsprozess im Kontext von als bedrohlich und disruptiv wahrgenommenen Situationen, denen Beobachter intuitiv oder strategisch den Krisenstatus zuschreiben. In zeitlicher Hinsicht umfasst Krisenkommunikation danach öffentliche und nicht-öffentliche Kommunikationsprozesse in Antizipation von Krisen, während akuter Krisen und nach Krisen. In sozialer Hinsicht bezieht sich Krisenkommunikation auf individuelle und organisierte Akteure, die im Krisenkontext an Kommunikationsprozessen teilnehmen bzw. interagieren. In sachlicher Hinsicht werden sämtliche Kommunikationen betrachtet, die den Krisenprozess zum Inhalt haben. Dies schließt u. a. die strategische Krisenkommunikation von Organisationen im Rahmen der Pressearbeit und die journalistische Konflikt- und Krisenberichterstattung ein.
Ein besonderes Feld der Krisenkommunikation ist die Begleitung von Ermittlungs- und Strafverfahren, besonders im Wirtschafts- und Steuerrecht, aber auch im Privatbereich vor allem bei prominenten Persönlichkeiten (Litigation PR).

## Strategische Krisenkommunikation
Strategische Krisenkommunikation ist Teil des Krisenkommunikationsmanagements zur proaktiven Prävention und Früherkennung von Krisen, Vorbereitung auf Krisen, akuten kommunikativen Bewältigung von Krisen und kommunikativen Nachbearbeitung bzw. Evaluation von organisationsbezogener Krisenkommunikation. Ziel strategischer Krisenkommunikation ist es, den beobachtbaren bzw. hypothetisch zu erwartenden krisenbedingten Reputations- und Vertrauensverlust bei relevanten Stakeholdern zu minimieren und damit den Handlungsspielraum zur Erreichung der strategischen Ziele der Organisation unter den gegebenen Bedingungen zu maximieren. Darüber hinaus hat Krisenkommunikation das Ziel Informationen und Verhaltensinstruktionen im Krisenkontext effektiv zu verbreiten, um Schaden von betroffenen Anspruchsgruppen abzuwenden und sie bei der psychologischen Bewältigung der Krise zu unterstützen. Die strategische Krisenkommunikation ist Teil des Business Continuity Management. Damit bezieht sie weitere unternehmerischen Aufgabenfelder, insbesondere Personal und IT in die Planung mit ein.

## Krisenkommunikation von Unternehmen
Anlässe für Krisenkommunikation in der Wirtschaft sind beispielsweise Störfälle in Kraftwerken oder in der Chemischen Industrie oder Lebensmittelskandale. Es werden interne und externe Krisen unterschieden. Typische Beispiele sind:
Unternehmensintern
- Streiks
- Insolvenzen, Kündigungen, Massenentlassungen, Standortschließungen
- Disruption (wie bei Nokia, Kodak u. a.)
- Produktionsfehler, Produkt-/Qualitätsmängel
- Managementfehler
- Betriebsunfälle
- Untreue, Unterschlagung, Steuerhinterziehung

Extern
- Angriffe enttäuschter Ex-Mitarbeiter
- Rufmord durch Wettbewerber
- Indirekter Einfluss auf das Bild der Öffentlichkeit des Unternehmens durch das Fehlverhalten anderer Unternehmen der gleichen Branche.
- Produkterpressung
- Naturkatastrophen
- Unfälle

## Krisenkommunikation des Staates und seiner Organe
Im Bereich der öffentlichen Verwaltung gewinnt die Krisenkommunikation vor allem bei der von Gebietskörperschaften getrennten nichtpolizeilichen Gefahrenabwehr eine zunehmende Bedeutung. Im weiteren Sinne sind auch militärische Krisen Gegenstand der (politischen) Krisenkommunikation.
Für die Krisenkommunikation in der Bundesrepublik Deutschland ist das Bundesamt für Bevölkerungsschutz und Katastrophenhilfe (BBK), eine Behörde des Ministeriums des Inneren, zuständig.

## Dynamik
Es ist eine Zunahme der Aktivitäten auf dem Bereich der Krisenkommunikation (Ausbau von Pressestellen um entsprechend qualifizierte Mitarbeiter, Medientraining für Manager und Sprecher und Beauftragung von spezialisierten Beratungsagenturen) festzustellen. Treibende Kräfte sind dabei eine kritische Verbraucher-Öffentlichkeit, kampagnenfähigere und besser mit Journalisten vernetzte Nichtregierungsorganisationen (Verbraucher-, Tierschutz, Gewerkschaften, Produkttester), eine tendenzielle Skandalisierung der Medien-Berichterstattung und so genannter Kampagnenjournalismus (Zeitungskrise, Verkleinerung von Redaktionen, Auflagenrückgänge usw.) sowie die steigende Individualisierung der öffentlichen Kommunikation (Web 2.0).

## Krisenprävention und Kommunikation während der Krise
Im Rahmen der Krisenprävention werden vom Unternehmen Schwachstellen identifiziert, Sprachregelungen und Kontaktlisten erarbeitet, Krisenstäbe für den Ernstfall vorbereitet und regelmäßiger Informationsaustausch mit branchenrelevanten Akteuren (Politikern, Verwaltung, NGOs …) sowie eine kontinuierliche und offene Presse- und Öffentlichkeitsarbeit geübt.
In einer Krisensituation entwickeln sich durch die zunehmende öffentliche Aufmerksamkeit und den zunächst herrschenden Mangel an validen Informationen rasch zusätzliche Gerüchte, Spekulationen, Behauptungen und Beschuldigungen, in solchen Situationen ist eine schnelle Information der Öffentlichkeit wichtig.
Im Krisenfall kommt es in der Kommunikation zu einem Interessenkonflikt zwischen Unternehmen und Öffentlichkeit, mit Methoden der Krisenkommunikation soll im Falle einer Krise der Imageschaden für das Unternehmen begrenzt und Vertrauen in das Unternehmen erhalten werden.
Zum Teil wird versucht, in Krisenhandbüchern allgemeine Handlungsanweisungen für Unternehmenskrisen zu formulieren. Engel und Zimmermann warnen in diesem Zusammenhang in der Frankfurter Allgemeinen Zeitung vor Patentrezepten. Ebenso soll nach ihnen bestimmtes Fehlverhalten vermieden werden:
- Leugnen/Umdeuten von Fakten
- Verantwortung ablehnen
- Folgen relativieren
- Kritik abwehren
- Arroganz, Ignoranz, mangelnde Betroffenheit

Krisen, die sich auf Social-Media-Plattformen abspielen, werden als „Shitstorm“ bezeichnet. Bekanntes Beispiel: Greenpeace vs. Nestle.